# Tratado de Galípoli

El sur de los Balcanes y Anatolia occidental en 1410. Los territorios otomanos en los Balcanes se corresponden fundamentalmente a lo estipulado en el tratado.

El Tratado de Galípoli fue un tratado de amistad entre pueblos firmado en mayo de 1403 entre los imperios bizantino y el otomano tras el largo sitio de Constantinopla (1394-1402) por el que los otomanos renunciaban a continuar los intentos de conquista de Constantinopla y a percibir tributos, a cambio de la devolución de todos los prisioneros y de importantes territorios de los bizantinos —en la costa del mar Negro, la ciudad de Tesalónica con toda la península de Calcídica y muchas islas—. Fue suscrito por el coemperador  Juan VII Paleólogo y el sultán otomano Süleyman Çelebi y garantizó la paz entre este y el Imperio bizantino durante dos períodos, el primero desde 1403 hasta 1411 y el segundo desde 1413 hasta 1421.

## Antecedentes
Constantinopla, capital del Imperio bizantino, había estado sitiada por el sultán otomano Bayezid I desde 1391 a 1398, año en que los bizantinos se sometieron a pagar un considerable tributo para el levantamiento del sitio (ver  Sitio de Constantinopla (1394-1402)) . Los otomanos continuaron ejerciendo un bloqueo  hasta 1402, cuando la situación era tan grave para los bizantinos que el emperador Manuel II Paleólogo fue a Occidente para obtener ayuda.
Bayezid parecía estar a punto de conquistar Constantinopla, cuando entró en conflicto con Tamerlán, que le resultaría fatal. Fue derrotado y hecho prisionero en la batalla de Angora (20 de julio de 1402). A pesar de que, de acuerdo con la mayoría de los cronistas e historiadores, fue relativamente bien tratado por Tamerlán, quebrado por el desastre y la humillación, falleció pocos meses después (el 9 de marzo de 1403) en Aksehir y  sus hijos comenzaron una larga guerra de sucesión (periodo conocido como Interregno otomano).

## El tratado
Süleyman Çelebi, uno de sus hijos, se apoderó de los dominios otomanos en Europa y en mayo de 1403, con el coemperador bizantino Juan VII Paleólogo (que Manuel había dejado para gobernar en Constantinopla) firmó el tratado de Galípoli. En el tratado declaró que el Imperio bizantino ya no era vasallo de los otomanos, por lo que Tesalónica, con toda la península de Calcídica, en la costa del mar Negro y que muchas islas debían ser devueltas a los territorios bizantinos, además se tenían que liberar a todos los prisioneros bizantinos. Esto fue concedido a los bizantinos a cambio del reconocimiento de la soberanía de Süleyman sobre Adrianópolis. Este pacto fue sellado por Süleyman, porque sabía que si quería ser el sultán del Imperio otomano necesitaba toda la ayuda del Imperio bizantino.
A principios de 1411 Süleyman fue asesinado por su hermano Musa Çelebi, que al hacerlo tomó posesión de los territorios europeos. Musa era hostil al Imperio bizantino. Revocó todas las concesiones del tratado de Galípoli y sitió Constantinopla y Tesalónica, pero no conquistó ninguna de las dos ciudades. Manuel estaba dispuesto a deshacerse de Musa y para ello, a principios de 1412, envió una embajada a Mehmet I, el sultán otomano en Asia Menor, ofreciendo la alianza de los bizantinos, a cambio de la confirmación de las concesiones hechas por Süleyman. El sultán estuvo de acuerdo, al darse cuenta de que no podía ganar la guerra civil sin la ayuda de los bizantinos, y 5 de julio de 1413 se encontró en Çamurlu (en la actual Bulgaria) con Musa, quien fue derrotado y muerto. 

## Consecuencias
El tratado de Galípoli fue el producto de la tardía diplomacia bizantina, gracias a este tratado se garantizó la paz en el imperio durante dos períodos, el primero desde 1403 hasta 1411 y el segundo desde 1413 hasta 1421. Mehmet I fue el único sultán otomano que mantuvo durante toda su vida la paz con el Imperio bizantino, los bizantinos gracias a este tratado pudieron prolongar su supervivencia incluso durante medio siglo, de hecho el imperio cayó el 29 de mayo de 1453. 